# UFC Fight Night: Оливейра vs. Физиев
UFC Fight Night: Oliveira vs. Fiziev (также известный как UFC Fight Night 261 и UFC on ESPN+ 119) — планируемый турнир по смешанным единоборствам, организованный Ultimate Fighting Championship, который должен состояться 11 октября 2025 года на спортивной арене «Farmasi Arena» в городе Рио-де-Жанейро, Бразилия.

## Подготовка турнира
Мероприятие станет 13-м турниром организации в Рио-де-Жанейро, где в последний раз был проведён турнир UFC 301 в мае 2024 года.

### Главные события турнира
В качестве заглавного события турнира был запланирован бой в лёгком весе, в котором встретятся бывший чемпион UFC в лёгком весе бразилец Чарльз Оливейра (#4 в рейтинге) и азербайджанский боец Рафаэль Физиев (#10 в рейтинге).

### Анонсированные бои
| Бой | Весовая категория    | Участники боёв и их статистика перед боем (рекорд ММА / рекорд UFC) | Участники боёв и их статистика перед боем (рекорд ММА / рекорд UFC) | Участники боёв и их статистика перед боем (рекорд ММА / рекорд UFC) | Участники боёв и их статистика перед боем (рекорд ММА / рекорд UFC) | Участники боёв и их статистика перед боем (рекорд ММА / рекорд UFC) | Участники боёв и их статистика перед боем (рекорд ММА / рекорд UFC) | Участники боёв и их статистика перед боем (рекорд ММА / рекорд UFC) | Участники боёв и их статистика перед боем (рекорд ММА / рекорд UFC) | Участники боёв и их статистика перед боем (рекорд ММА / рекорд UFC) | Участники боёв и их статистика перед боем (рекорд ММА / рекорд UFC) | Участники боёв и их статистика перед боем (рекорд ММА / рекорд UFC) | Участники боёв и их статистика перед боем (рекорд ММА / рекорд UFC) |
| |                      | Главное событие                                                     |                                                                     |                                                                     |                                                                     |                                                                     |                                                                     |                                                                     |                                                                     |                                                                     |                                                                     |                                                                     |                                                                     |
| 1 | Лёгкий вес           | Чарльз Оливейра (Charles Oliveira)                                  | #4, exЧ                                                             | 35-11 (1)                                                           | 23-11 (1)                                                           | -1                                                                  | vs.                                                                 | Рафаэль Физиев (Rafael Fiziev)                                      | #10 (6)                                                             | 13-4                                                                | 7-4                                                                 | +1                                                                  | [ 3 ]                                                               |
| |                      | Предварительный файт-кард турнира                                   |                                                                     |                                                                     |                                                                     |                                                                     |                                                                     |                                                                     |                                                                     |                                                                     |                                                                     |                                                                     |                                                                     |
| 2 | Тяжёлый вес          | Витор Петрину (Vitor Petrino)                                       | exT(15), CS                                                         | 12-2                                                                | 5-2                                                                 | +1                                                                  | vs.                                                                 | Томас Петерсен (Thomas Petersen)                                    | CS                                                                  | 10-3                                                                | 2-2                                                                 | +1                                                                  | [ 4 ]                                                               |
| 3 | Жен. минимальный вес | Жулия Поластри (Julia Polastri)                                     | CS                                                                  | 13-5                                                                | 1-2                                                                 | -1                                                                  | vs.                                                                 | Каролина Ковалькевич (Karolina Kowalkiewicz)                        | exT(2)                                                              | 16-9                                                                | 9-9                                                                 | -2                                                                  | [ 5 ]                                                               |
| 4 | Наилегчайший вес     | Лукас Роша (Lucas Rocha)                                            | CS                                                                  | 17-2                                                                | 0-1                                                                 | -1                                                                  | vs.                                                                 | Стюарт Николл (Stewart Nicoll)                                      |                                                                     | 8-1                                                                 | 0-1                                                                 | -1                                                                  | [ 6 ]                                                               |
| 5 | Тяжёлый вес          | Жоната Диниз (Jhonata Diniz)                                        | exT(15), CS                                                         | 9-1                                                                 | 3-1                                                                 | +1                                                                  | vs.                                                                 | Мариу Пинту (Mario Pinto)                                           | CS                                                                  | 10-0                                                                | 1-0                                                                 | +10                                                                 | [ 7 ]                                                               |
| 6 | Жен. легчайший вес   | Беатриз Мескита (Beatriz Mesquita)                                  | д                                                                   | 5-0                                                                 | -                                                                   | +5                                                                  | vs.                                                                 | Ирина Алексеева (Irina Alekseeva)                                   |                                                                     | 5-3                                                                 | 1-2                                                                 | -2                                                                  | [ 8 ]                                                               |
| 7 | Наилегчайший вес     | Жафэл Филью (Jafel Filho)                                           | CS                                                                  | 16-4                                                                | 2-2                                                                 | -1                                                                  | vs.                                                                 | Клэйтон Карпентер (Clayton Carpenter)                               | CS                                                                  | 8-1                                                                 | 2-1                                                                 | -1                                                                  | [ 9 ]                                                               |
| Условные обозначения: #5 (1) — текущее (лучшее) место бойца в рейтинге, exЧ(В) — бывший чемпион (временный), exП(В) — бывший претендент на титул чемпиона (временного), exТ(3) — боец входил в рейтинг Топ-15 (лучшее место в рейтинге), д — дебютант, CS — боец участвовал в Претендентской серии Дэйны Уайта, R2U — боец участвовал в шоу Road To UFC, TUF — боец участвовал в шоу The Ultimate Fighter, TUFW — боец являлся победителем The Ultimate Fighter, WEC/SF — боец выступал в WEC или Strikeforce до объединения этих организаций с UFC. |                      |                                                                     |                                                                     |                                                                     |                                                                     |                                                                     |                                                                     |                                                                     |                                                                     |                                                                     |                                                                     |                                                                     |                                                                     |